# Gisikon

Fahne

Gisikon (schweizerdeutsch Gisike), früher oft auch fälschlicherweise Gislikon, ist eine Einwohnergemeinde im Schweizer Kanton Luzern. Sie gehört zum Wahlkreis Luzern-Land.

## Geographie
Gisikon liegt im luzernischen Teil des Reusstals zu Füssen des Rooterberges. Mit einer Fläche von 107,66 ha ist der Ort die flächenmässig kleinste Gemeinde im Kanton Luzern. Von der Fläche werden 42,2 % landwirtschaftlich genutzt, 31,2 % sind Siedlungsfläche und weitere 22,0 % Wald und Gehölz (Stand 2015/16). Der höchste Punkt der Gemeinde befindet sich am Rooterberg auf 646 m ü. M., der tiefste an der Reuss auf 406 m ü. M.
Gisikon grenzt an die Gemeinden Inwil und Root.

## Bevölkerung

### Einwohnerentwicklung
Die Bevölkerungszahl wuchs von 1798 bis 1850 stark (+ 37,8 %). Nach einem Rückgang zwischen 1870 und 1888 um 14,7 % folgte ein Wachstumsschub, der bis 1920 anhielt (1888–1920: + 51,9 %). Anschliessend stagnierte die Zahl der Bewohner jahrzehntelang. Mit dem Bau der Autobahn Luzern–Zug Ende der Siebzigerjahre begann dann ein sprunghafter Bevölkerungsanstieg. Dieser Zuwachs verringerte sich prozentual in den letzten Jahren leicht. Dennoch nahm die Zahl der Bewohner von 2010 bis 2016 um 202 Personen (+ 18,6 %) zu. Seit 1990 zählt Gisikon zur Agglomeration Luzern. Mittlerweile leben 1460 Menschen in Gisikon, darunter 729 Männer und 731 Frauen (Stand: 31. Dezember 2022).
Quellen: 1798–1837: Helvetische und kantonale Volkszählungen; Bundesamt für Statistik; 1850 bis 2000 Volkszählungsergebnisse, 2010 ESPOP, seit 2011 STATPOP

### Religionen – Konfessionen
Traditionell war die Bevölkerung römisch-katholisch (2000: 65,97 %). Religiöse Minderheiten waren die (2000) 16,75 % evangelisch-reformierten Christen, Muslime und orthodoxe Christen. 8,4 % waren im Jahr 2000 konfessionslos. Seither hat wie überall die Zahl der Angehörigen der Landeskirchen abgenommen, die Zahl der Konfessionslosen und Muslime zugenommen. Ende Jahr 2021 waren 43,6 % der Bevölkerung römisch-katholisch, 10,95 % evangelisch-reformiert und 45,28 % konfessionslos oder nicht den Landeskirchen angehörig.

### Herkunft – Nationalität
Ende 2022 zählte die Gemeinde 1460 Einwohner. Davon waren 1147 Schweizer Staatsangehörige und 313 (= 21,4 %) Menschen anderer Staatsangehörigkeit. Die grössten ausgewiesenen Zuwanderergruppen kommen aus Deutschland (70 Menschen), Italien (38), dem Kosovo (27), Portugal (25) und Serbien (17). 91 Personen stammen aus dem übrigen Europa und 45 aus aussereuropäischen Ländern.

## Politik

### Gemeinderat
Der nebenamtlich arbeitende Gemeinderat setzt sich wie folgt zusammen (Stand März 2024):
- Alois Muri (parteilos): Gemeindepräsident
- Kurt Morgan (FDP):  Ressort Infrastruktur
- Susanne Spahr (parteilos): Ressort Soziales
- Andreas Christen (FDP): Ressort Umwelt
- Reto Birrer (parteilos): Ressort Bildung

### Kantonsratswahlen
Bei den Kantonsratswahlen 2023 des Kantons Luzern betrugen die Wähleranteile in Gisikon: SVP 34,54 %, FDP 22,99 %, Mitte (einschliesslich Junge Mitte) 19,51 %, glp (mit JGLP) 11,60 %, SP 7,06 %, Grüne (mit JG und GrüneUnt) 4,25 % und EVP 0,05 %.

### Nationalratswahlen
Bei den Schweizer Parlamentswahlen 2023 betrugen die Wähleranteile in Gisikon: SVP 36,2 %, Mitte 21,1 %, FDP 19,7 %, glp 8,9 %, SP 7,3 %, GPS 4,4 %, übrige 2,4 %.

## Wirtschaft
Bis zu Beginn des Zweiten Weltkriegs betätigte sich eine grosse Mehrheit der Erwerbstätigen als Bauern, Müller und Steinhauer. Das letztere Gewerbe existiert heute nicht mehr, da die natürlichen Ressourcen erschöpft sind. Mittlerweile gibt es auch nur noch 5 Landwirtschaftsbetriebe. Dies bedeutet, dass nur noch (Stand 2011) 7,6 % der Erwerbstätigen in der Landwirtschaft tätig sind. 46,8 % leben von Arbeit in Industrie und Handwerk, 38,3 % der Beschäftigen arbeiten in Berufen im Dienstleistungsbereich. Von 474 Erwerbstätigen in Gisikon sind 272 Zupendler (v. a. aus der Region). Gleichzeitig gibt es 399 Wegpendler (ein Drittel in den Kanton Zug, daneben vor allem in die Stadt Luzern und nach Root).
In Gisikon befinden sich die zwei traditionellen Restaurants Gasthof Tell und Hotel Garni an der Reuss. Seit September 2012 gibt es ausserdem den Treffpunkt 6038, der unter einem Dach ein Café mit Spielzimmer für Kinder und eine Ludothek beherbergt. Der Lebensmittelladen Volg hat im Frühling 2018 ein Geschäft in Gisikon eröffnet. Dieses befindet sich direkt an der Kantonsstrasse.

## Verkehr
Gisikon verfügt über einen Autobahnanschluss, Gisikon-Root, an die A14 auf der linken Seite der Reuss.
Die Gemeinde ist auf der Schiene (Strecke Luzern–Zug–Zürich) und per Bus (Linie 1 Luzern-Ebikon, Weichlen und 23 Ebikon, Weichlen–Gisikon, Weitblick, Linie 110 Hochdorf–Rotkreuz und Linie 348 Gisikon-Sins) an den Öffentlichen Verkehr angeschlossen.
- S 1 Baar – Zug – Cham – Rotkreuz – Gisikon-Root – Luzern – Emmenbrücke – Sempach-Neuenkirch – Sursee.
- VBL 23 Gisikon Weitblick – Gisikon Bahnhof – Root – Root D4, Oberfeld – Dierikon – Ebikon Bahnhof
- Postauto 110 Rotkreuz – Honau – Gisikon – Eschenbach – Hochdorf (Teilweise Rotkreuz – Honau – Gisikon Bahnhof)
- ZVB 348 Gisikon Bahnhof – Körbligen – Dietwil – Sins, Schulstrasse

## Geschichte

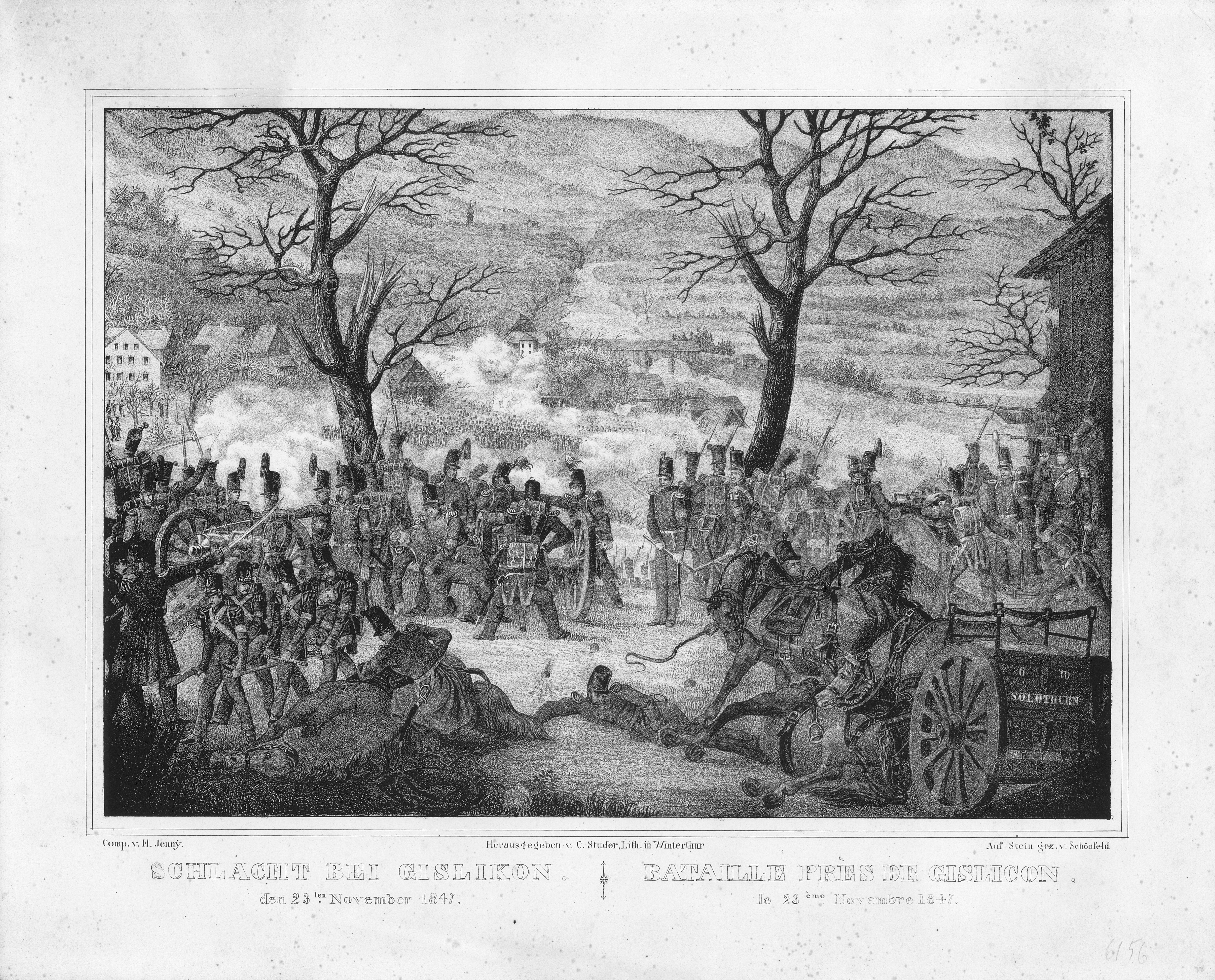
Zeitgenössische Druckgrafik des Gefechts bei Gisikon am 23. November 1847. Im Hintergrund die gedeckte Holzbrücke

Erstmals bezeugt findet sich Gisikon um 1275 als Gisinkon, 1381 als Gisikon. Die Endung des Ortsnamens auf -ikon deutet auf den alemannischen Siedlungsausbau im 7. bis 8. Jahrhundert hin: Der Name geht auf einen Siedler namens Giso zurück, und der Ortsname bedeutet «bei den Höfen der Leute des Giso».
Die älteste noch erhaltene Erwähnung Gisikons datiert auf das Jahr 1270. Bald darauf geriet der Ort unter die Herrschaft der Habsburger. Bis zum Verkauf durch die Familie von Moos an die Stadt Luzern im Jahr 1422 war es Lehen wechselnder Herren. Im Jahr 1653 erhielt der Ort Steuerprivilegien, weil er im Gegensatz zu den meisten Landgemeinden im grossen Bauernkrieg zu den Herren in der Stadt hielt.
Das Gisiker Wappen hat auf Blau eine balkenweise gestellte goldene Brücke mit zwei silbernen Pfeilern. Es stellt also die Brücke dar, die in der Geschichte eine so wichtige Rolle spielte. Seit 1426 beriet der Luzerner Rat über die Frage eines Brückenbaus in Gisikon. Er beschloss 1431 den Bau einer gedeckten Brücke über die Reuss mit einer neuen Zollstation. Daneben entstanden eine Gastwirtschaft zur Versorgung der Händler und Reisenden und im 18. Jahrhundert ein Landjägerposten. Der Brückenzoll wurde auf Personen, Vieh und Handelswaren erhoben. Im 18. Jahrhundert war der Brückenzoll in Gisikon nach Reiden, Emmenbrücke und dem Untertor in Luzern die viertbedeutendste Zolleinnehmerei. Das letzte Zollhaus, der heutige Gasthof Tell, stammt von 1848.
Im Sonderbundskrieg ereignete sich eine der entscheidenden Kampfhandlungen bei Gisikon. Nach dem Gefecht bei Gisikon am 23. November 1847 kapitulierte der Kanton Luzern am folgenden Tag als zweiter Kanton des Sonderbunds. Der eidgenössische Kommandant in diesem Gefecht war der Tägerwiler Brigadekommandant Johann Konrad Egloff, der 1848 Mitglied im Regierungsrat des Kantons Thurgau wurde.
Wegen Kriegsschäden aus dem Jahr 1847 am alten Flussübergang baute der Kanton um 1854 eine neue Brücke. 1934 entstand bei Gisikon wiederum eine neue Brücke über die Reuss, die 1974 wegen des Autobahnanschlusses durch eine breitere Brücke mit einer Eisenbahnunterführung ersetzt wurde.

## Schulen
In Gisikon wurde 2005 in nur sieben Wochen ein neues Schulhaus erstellt. Darin findet nun der Unterricht der Integrativen Schule inkl. Basisstufe für rund 100 Schülerinnen und Schüler der Gemeinden Gisikon und Honau statt. Ab der 7. Schulklasse findet der Schulbesuch in der Nachbargemeinde Root statt. Seit 2010 bietet die Gemeinde Gisikon schul- und familienergänzende Tagesstrukturen an. Diese Tagesstrukturen werden von Montag bis Freitag und während acht Ferienwochen angeboten. Die Räumlichkeiten des «Leuchtturms» befinden sich im Gemeindehaus direkt neben dem Schulhaus. Der Turnunterricht der Schule Gisikon findet im angrenzenden Zentrum Mühlehof statt.
Im Frühling 2020 wurde ein Erweiterungsbau trotz Corona-Auflagen innert kürzester Zeit gebaut und mit dem neuen Schuljahr 2020/2021 termingerecht bezogen.

### Lernende mit Schulort Gisikon
| Schuljahr (2022/2023) | Kindergarten | Basisstufe | Primarschule | Sekundarstufe, alle Niveaus | Gesamthaft |
| --------------------- | ------------ | ---------- | ------------ | --------------------------- | ---------- |
| Abteilungen           | 1            | 4          | 4            | 0                           | 9          |
| Lernende              | 12           | 82         | 71           | 0                           | 165        |

aus der Gemeinde und Nachbargemeinden; Quelle LUSTAT

### Lernende mit Wohnort Gisikon
| Schuljahr (2022/2023) | Kindergarten | Basisstufe | Primarschule | Gymnasium | Sekundarstufe, Niveau A/B | Sekundarstufe, Niveau C/D | Integrierte Sekundarschule | Gesamthaft |
| --------------------- | ------------ | ---------- | ------------ | --------- | ------------------------- | ------------------------- | -------------------------- | ---------- |
| Lernende              | 9            | 68         | 57           | 4         | 22                        | 8                         | 4                          | 172        |

in der Gemeinde wohnhaft; Quelle LUSTAT

## Freizeitangebot
Das Ufer der Reuss, der Gisiker Wald sowie die Naturschutzzone Feldhof bilden Naherholungsgebiete. Im Reusstal sind Wanderungen oder Radtouren möglich. Die Böötlieinstiegsstelle ist der passende Ort für den Start eines Böötliabenteuers. Weiter gibt es einen Kneipp-Garten in Gisikon. Ausserdem kann zur Advents- und Weihnachtszeit der Lichterweg auf dem bestehenden Panoramaweg besucht werden.

## Persönlichkeiten
- Josef Roos (1851–1909), Lehrer, Angestellter und Mundartautor

## Bilder

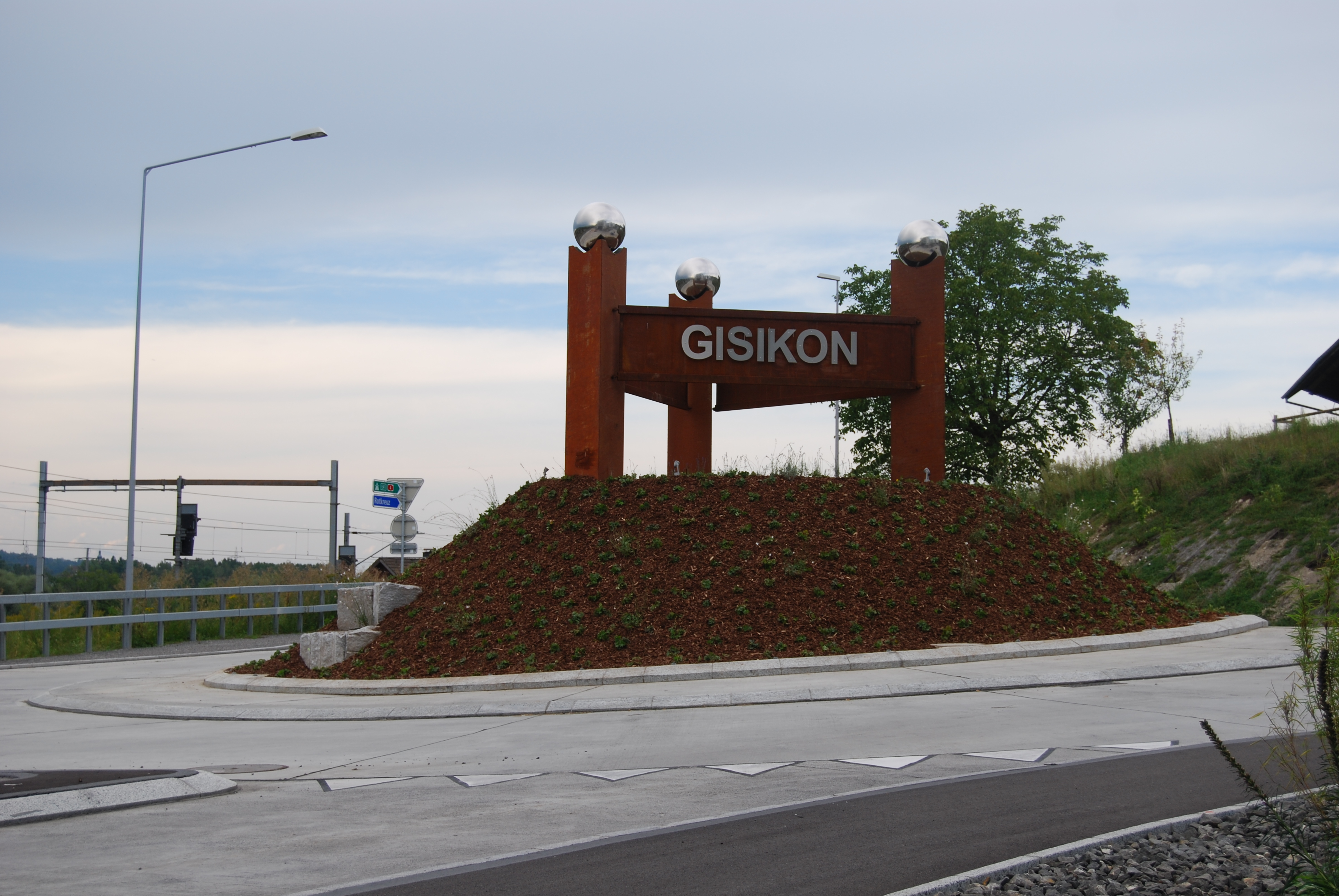
Verkehrskreisel unterhalb des Dorfes
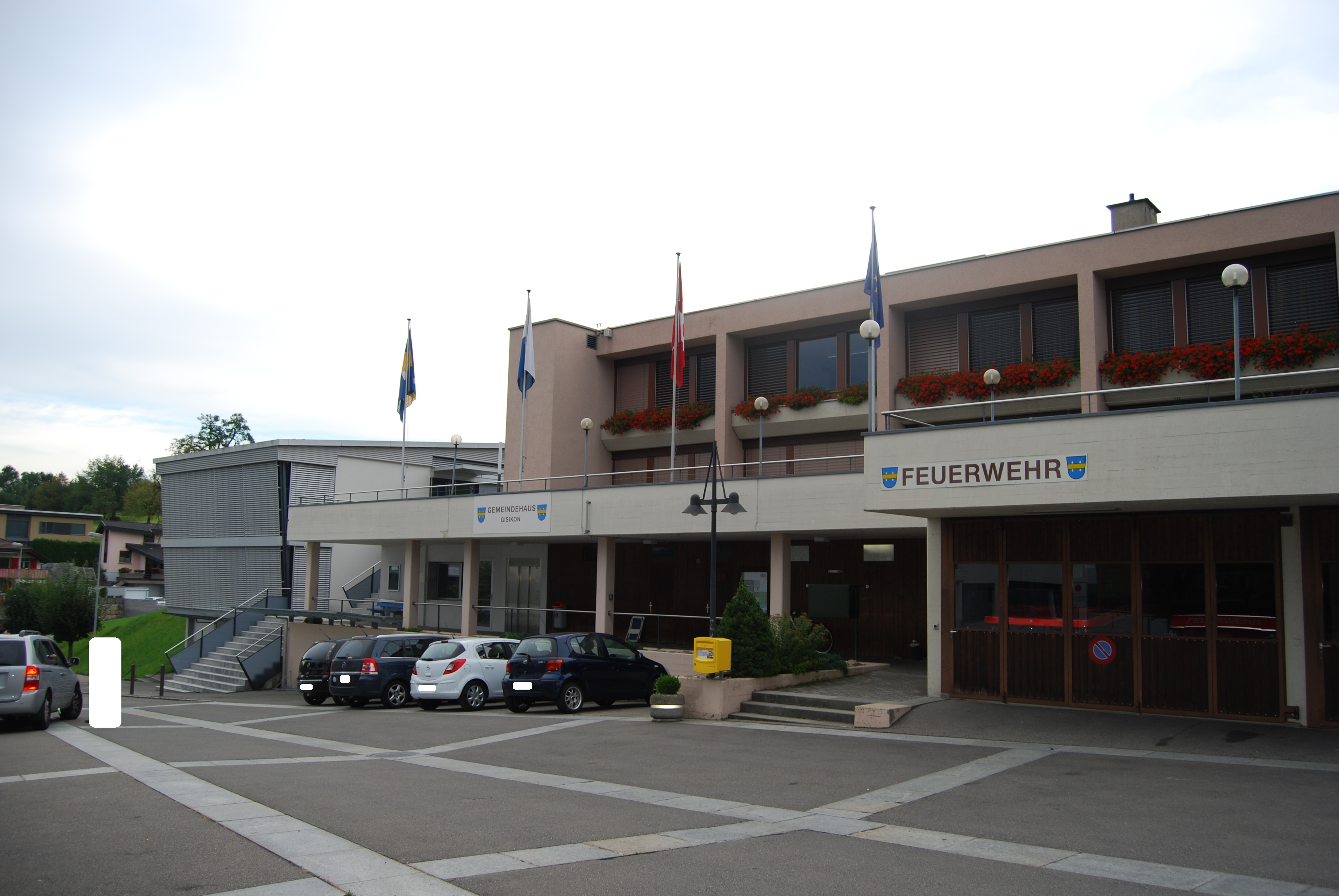
Gemeindehaus
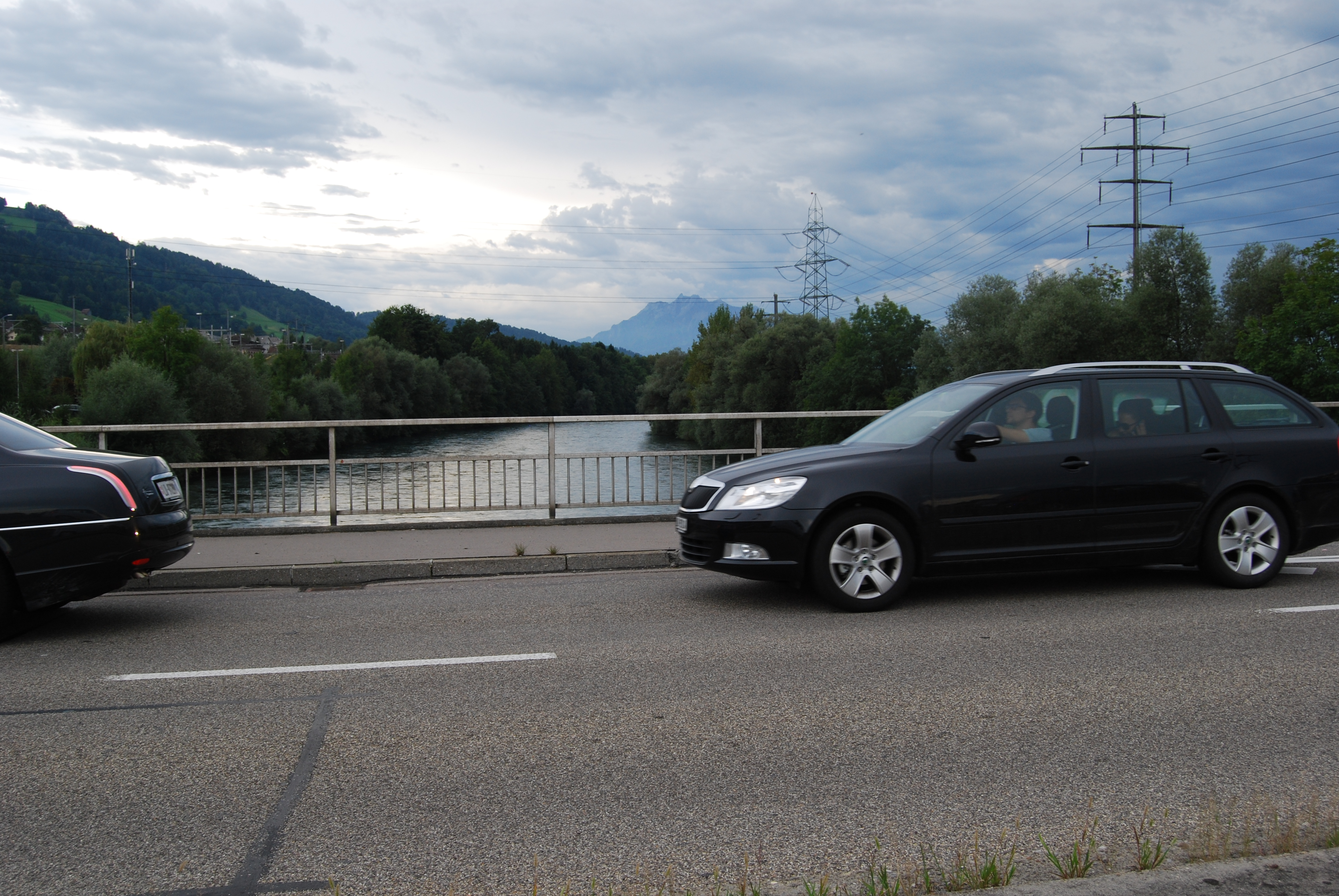
Reussbrücke
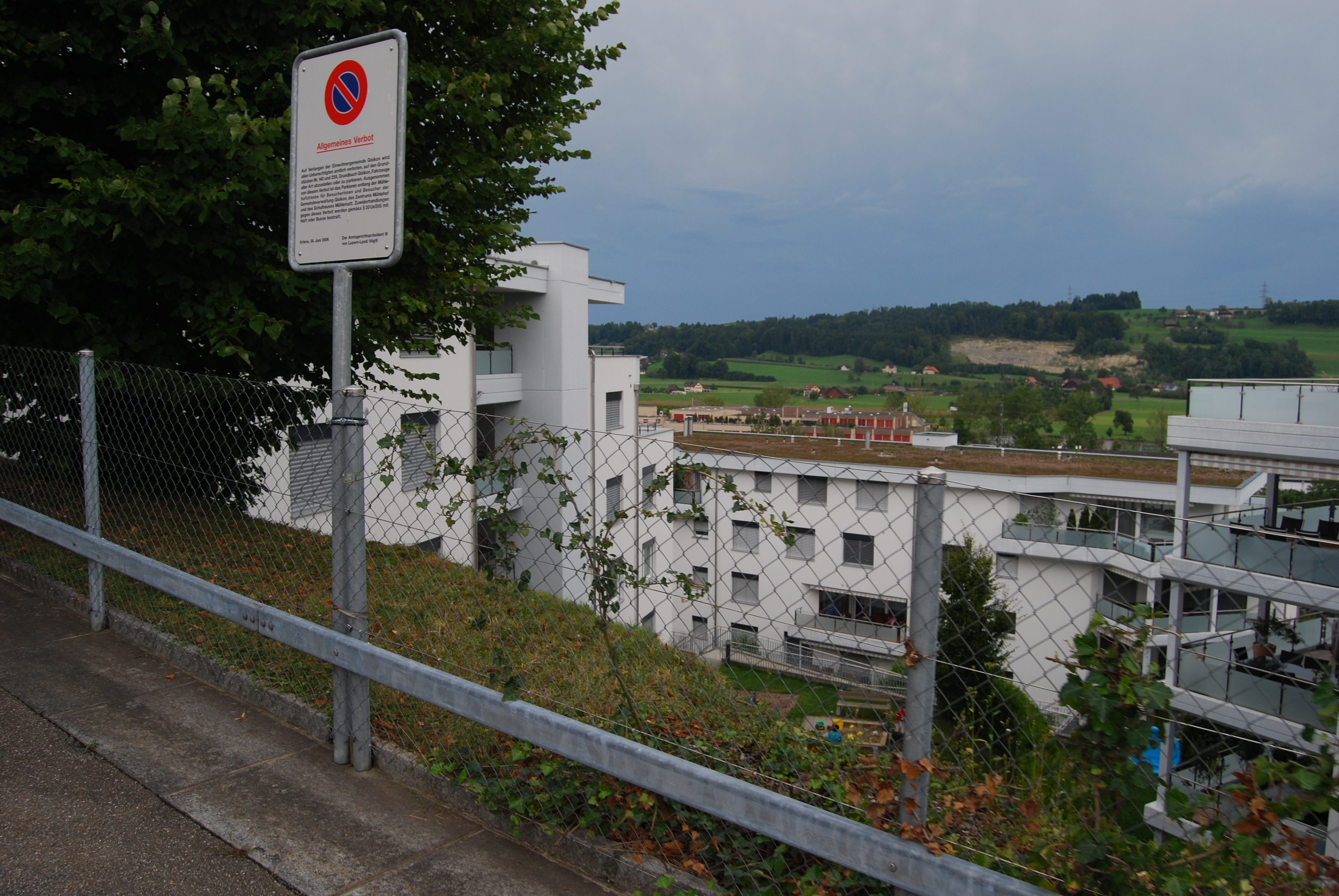
Ausblick vom Gemeindehaus aus
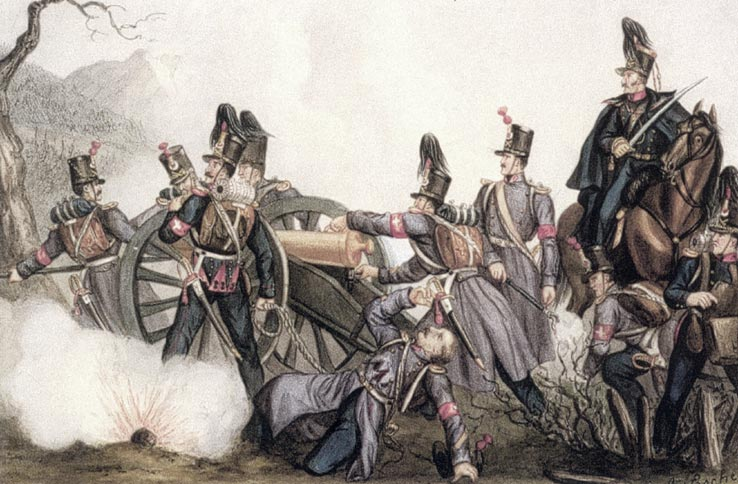
Artillerie der eidgenössischen Truppen bei Gisikon im Jahr 1847